# سایپا سهند
پارس خودرو سهند خودرویی سدان و چهار در، در سگمنت بی است که توسط شرکت پارس خودرو و بر اساس سکوی X200 طراحی شده است.
در پارس خودرو سهند از پیشرانهٔ M15GSI استفاده شده است. این خودرو یک سدان کامپکت مونتاژ پارس خودرو به شمار می‌رود؛ و در واقع یک فیس‌لیفت از محصولات سابق پارس خودرو می باشد. این خودرو ایرانی در سال ۱۴۰۳ رونمایی و در سال ۱۴۰۳ وارد بازار شد.

## تاریخچه

### پیش از عرضه
سهند محصول شرکت پارس خودرو است که در ۱۴۰۳ از آن رونمایی شد. ذکر این نکته خالی از لطف نیست که پارس خودرو در تیبا با تلفیق قطعات رنو ساندرو، کیا ریو و داچیا لوگان موفق به خلق پلت‌فرمی اختصاصی شد که با نام B0 شناخته می‌شود. در سال ۱۴۰۳ پارس خودرو به‌جهت به‌روزرسانی محصولات خودرو از فیس‌لیفت جدید خود با نام سهند پرده برداشت.
زمینه های آن از سال ۱۴۰۰ با زمزمه‌هایی در مورد یک سدان جدید در سگمنت بی با نام سهند شنیده شد. در ۳ شهریور ۱۴۰۱ و در جریان نمایشگاه تحول صنعت خودرو، پارس خودرو به‌طور غیررسمی از سدان اسپرت پارس خودرو سهند در نمایشگاه خودرو تهران رونمایی کرد. درنهایت در ابتدای سال ۱۴۰۳ در پی یک نشست داخلی و اختصاصی ویژه مدیران و کارکنان گروه خودروسازی پارس خودرو ایران، سهند با لوگوی پارس خودرو به بازار درآمد.

### سهند (۱۴۰۳–اکنون)
در جریان نمایشگاه خودرو مشهد ۱۴۰۲، پارس خودرو به‌طور رسمی از سدان سهند با آرم پارس خودرو رونمایی و آن را در دید عموم گذاشت و پیش‌فروش آن را از اسفند همان سال آغاز نمود. اولین سری سهند در مرداد ۱۴۰۳ تحویل مشتریان شد. در ابتدا تیپ S سهند به بازار عرضه شد.
نام این خودرو برگرفته از نام رشته کوهی آتشفشانی و مرتفع در جنوب شهر تبریز به نام سهند است. این کوه آتشفشانی هم‌اکنون خاموش بوده و ارتفاع آن از سطح دریا ۳۷۰۷ متر است.

## طراحی
در این خودرو از سکوی B0 استفاده شده که مشترک با رنو ساندرو و پارس خودرو کادیلا است. با این حال تغییراتی در سقف خودرو سهند سایپا اعمال شده تا بتواند سانروف را در خود جای دهد. پارس خودرو با تلفیق قطعات رنو ساندرو، کیا ریو و رنو ال ۹۰ موفق به خلق این سکو شد.

### نمای خارجی
ابعاد و سکوی سهند همانند کادیلا بوده و تفاوتی در این زمینه وجود ندارد. در جلو شاهد استفاده از جلوپنجره جدید ذوزنقه‌ای شکل با تزئینات کرومی، سپری کمانی با تزئینات پلاستیکی سیاه رنگ که در درون آنها چراغ‌های روشنایی روز قرار دارند و همچنین چراغ‌هایی با گرافیک جدید هستیم. این بخش با الهام گرفتن از شاهین و اطلس، شاهد استفاده از خطوطی برجسته روی کاپوت هستیم و باید گفت که این آنها چهره جلوی محصول جدید پارس خودرو را زیبا و بروزتر کرده‌اند. در نمای کناری اولین چیزی که نظر ما را به خود جلب می‌کند؛ به‌کارگیری رینگ‌های جدید چهار پیچ و چهار پره دوتایی است. بالای گلگیر جلو و نزدیک به در سرنشینان این قسمت، تزئینی کوچک، سیاه رنگ و کرومی به کار رفته‌است. دستگیره‌های در کرومی بوده و خبری از دستیگره هم رنگ بدنه نیست. علاوه بر این، تو رفتگی بسیار ظریفی در قسمت پایین درب‌ها مشاهده می‌شود که این اقدام به‌طور کلی نمای کنار پارس خودرو سهند را نسبت به سدان های دیگر این شرکت ایرانی متحول کرده است. در عقب تقریباً یک خودروی جدید و متفاوت را می‌بینیم و به همین جهت باید به پارس خودرو بابت خلاقیتشان برعکس خودروسازی های ایرانی چون سایپا و ایران خودرو تبریک گفت! نخستین نکته در این قسمت؛ طراحی ساده، مینیمالیستی و به دور از هیاهوی این سدان کامپکت و خطوط مختلف آنها بوده و چراغ‌های جدید و باریک سایپا سهند با گرافیکی سیاه رنگ نظر ما را به خود جلب می‌کند که دور قسمت‌هایی از آنها و روی صندوق عقب، فرو رفتگی‌های جزئی وجود دارد. در وسط در صندوق عقب نام سهند با فونتی زیبا و به زبان فارسی درج شده و از فلاپ پلاستیکی و تزئینات کرومی در قسمت‌هایی از سپر عقب استفاده می‌شود.

### نمای داخلی
نمای داخلی این خودرو با اطلس یکی است.در کابین از تزینات پلاستیکی هم رنگ بدنه استفاده شده و پارس خودرو سهند نیز در محیط داخلی خود از داشبوردی جدید و دو رنگ استفاده می‌کند. دور خروجی‌های تهویه هوا با نوارهای کرومی تزئین شده و فرمان سه پره به همراه صفحه نمایش لمسی کوچک در وسط داشبورد، نظر ما را به خود جلب کرده و. علاوه بر این، رو دری‌های پارس خودرو سهند نیز دو رنگ بوده و از تزئینات کرومی برای اهرم بازکننده در استفاده شده است.

## ویژگی‌های فنی و امکانات

### پیشرانه

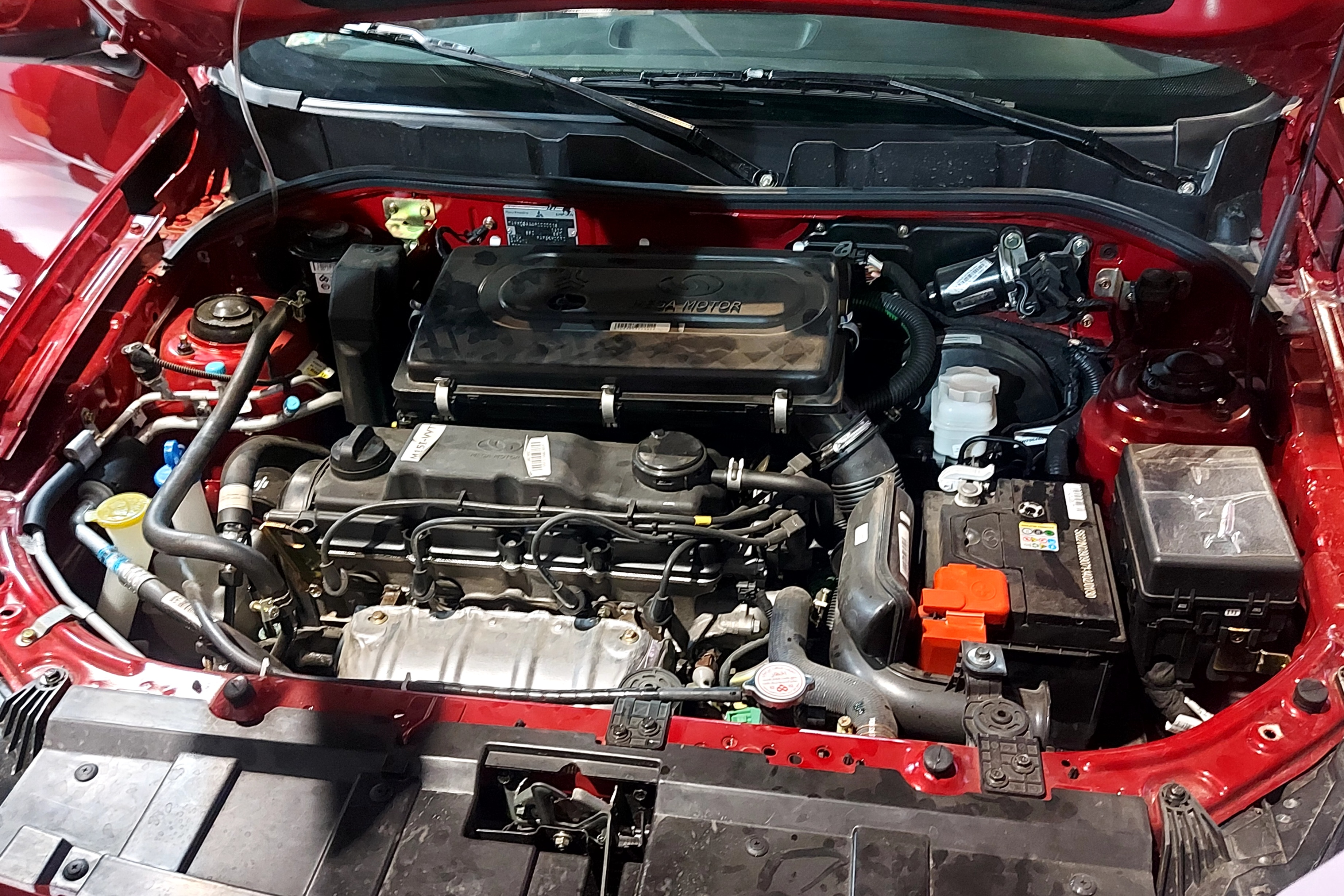
موتور M15GSI

پارس خودرو سهند از یک موتور ۱٫۵ لیتری M15GSI بهره می‌برد که تولید شرکت پارس خودرو است. با این حال، این موتور در سهند دستخوش تغییراتی شده و اکنون با کد M15+ شناخته می‌شود. این موتور با تغییراتی چون سرسیلندر، چندراهه، میل سوپاپ بلوک سیلندر، درپوش سوپاپ، ترموستات حرارتی و… همراه بوده که سبب افزایش قدرت و گشتاور، عملکرد بهتر سیستم خنک کاری، استفاده از فناوری زمان‌بندی متغیر سوپاپ‌ها (VVT)، کاهش مصرف سوخت و… شده‌است. موتور M15GSI توانایی تولید ۹۰ اسب بخار قدرت و ۱۳۷ نیوتن متر گشتاور را دارد.
| نام  | حجم موتور | نوع              | قدرت                                                            | گشتاور                                                 | حداکثر سرعت | شتاب ۰ تا ۱۰۰ | مصرف سوخت ترکیبی                                                                      | جعبه‌دنده            |
| ---- | --------- | ---------------- | --------------------------------------------------------------- | ------------------------------------------------------ | ----------- | ------------- | ------------------------------------------------------------------------------------- | ------------------- |
| M15+ | ۱۵۰۳ سی‌سی | ۴ سیلندر ۸ سوپاپ | ۹۰ اسب بخار (۶۷ کیلووات؛ ۹۱ اسب بخار متری) در ۵۲۵۰ دور در دقیقه | ۱۳۷ نیوتن متر (۱۰۱ پوند نیرو-فوت) در ۴۰۰۰ دور در دقیقه | -           | -             | ۶٫۹۳ لیتر بر ۱۰۰ کیلومتر (۴۰٫۸ مایل بر گالون بریتانیایی؛ ۳۳٫۹ مایل بر گالون آمریکایی) | ۵ سرعتهٔ دستی سی‌وی‌تی |

### تعلیق
سامانه تعلیق جلو سهند از گونه مک فرسون و سامانه تعلیق یکپارچه عقب H است.

### امکانات
این خودرو در چهار تیپ اتوماتیک و دستی به بازار عرضه شد. سهند در بالاترین تیپ خود از امکاناتی مانند سیستم کنترل پایداری الکترونیکی، رادار نقطه کور، سانروف، کامپیوتر سفری، سیستم پایش باد تایرها، صندلی‌های برقی، کروز کنترل، فرمان برقی، کلیدهای کنترلی روی فرمان، تریم چرم و پارچه، سنسور نور، سنسور باران، گرم‌کن صندلی راننده، آینه‌های جانبی تاشو برقی با گرم‌کن، نمایشگر لمسی ۷ اینچی، دوربین دید °۳۶۰، روشنایی اتوماتیک و… بهره می‌برد. حجم صندوق‌عقب سهند نیز معادل ۳۷۰ لیتر است.
امکاناتی که ذکر شده همگی در نسخه G موجود می باشد اما و در نسخه (S) یعنی تیپ پایه اکثر آپشن ها مانند نمایشگر لمسی، آنتن کوسه ای، سانروف، دوربین دید °۳۶۰، تریم پارچه، کروز کنترل و برخی امکانات نسخه G سهند در تیپ S فعلا وجود ندارد.
.

## ایمنی
خودروهای اقتصادی در این کلاس قیمتی، معمولاً ایمنی بالایی ندارند؛ در سهند با اضافه شدن سیستم‌هایی چون کنترل پایداری و رادار نقطه کور، ایمنی بهتری نسبت به نسخهٔ قبلی پیدا گرده است. این خودرو از نظر امکانات ایمنی دارای دو کیسه‌هوای راننده و سرنشین جلو (در نسخهٔ پایه)، رادار نقطه کور، کنترل پایداری، ترمزهای ABS، توزیع الکترونیکی نیروی ترمز (EBD)، چراغ روشنایی روز و…. ترمزهای این خودرو از دو نوع دیسکی (در چرخ جلو) و کاسه‌ای (دو چرخ عقب) است.